# Adolf Lüderitz
Franz Adolf Eduard von Lüderitz (Brema, 16 luglio 1834 – Fiume Orange, 24 ottobre 1886) è stato un imprenditore ed esploratore tedesco, fondatore dell'Africa Tedesca del Sud-Ovest, la prima colonia dell'Impero tedesco.
Al suo nome è dedicata la città di Lüderitz, nell'attuale Namibia.

## Biografia

### I primi anni
Adolf Lüderitz nacque nel 1834 a Brema, primo figlio di un ricco commerciante di tabacco. Dopo aver ricevuto una educazione di stampo commerciale nella sua città, nel 1851 iniziò a prestare servizio come apprendista presso il negozio del padre. Nel 1854 si recò negli Stati Uniti per acquisire maggiori conoscenze sulla coltivazione del tabacco negli Stati del sud; divenne proprietario di una piantagione in Messico, ma fu costretto a rimpatriare nel 1859 dopo che questa fu distrutta. Tornato in Germania, riprese servizio insieme al fratello minore nella compagnia del padre. Nel 1866 si sposò con la benestante E. Louise, che gli diede tre figli, raggiungendo l'indipendenza economica, e nel 1878, alla morte del padre, ereditò l'impresa di famiglia.

### L'acquisizione in Africa

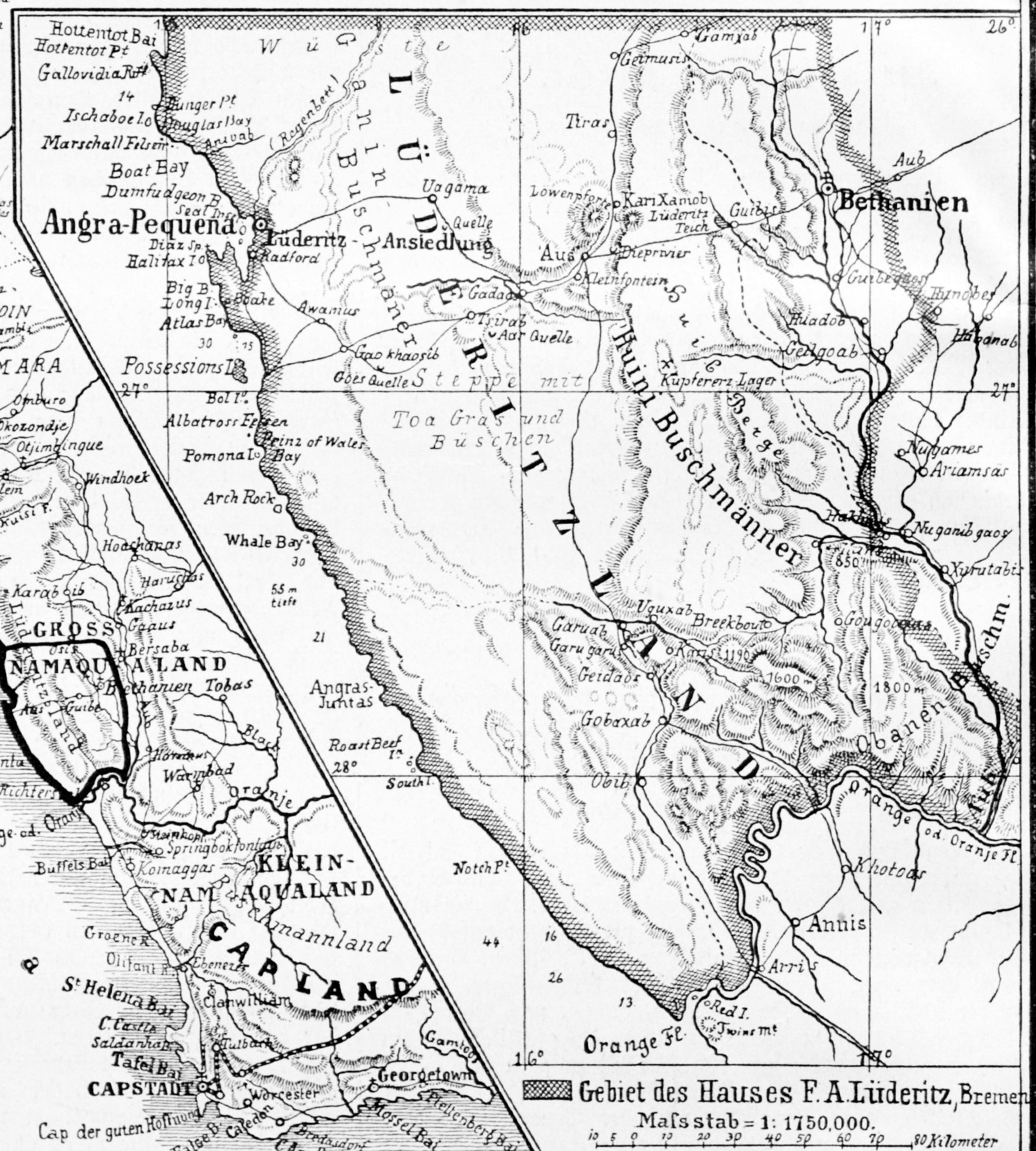
Mappa del Lüderitzland nel 1885

Negli anni '80 del XIX secolo Lüderitz iniziò ad interessarsi all'Africa come possibile area di espansione commerciale. Nel 1881 fondò a Lagos, nell'allora Africa Occidentale Britannica, una sua prima filiale, che ebbe tuttavia vita breve. Nonostante il fallimento del primo tentativo, rimase convinto della possibilità di una penetrazione commerciale in Africa e, insieme al compagno d'affari H. Vogelsang, decise di orientarsi nella regione sud-occidentale del continente, ai tempi ancora non reclamata da alcuna potenza coloniale.
Nel maggio 1883 Lüderitz e Vogelsang acquistarono i diritti di insediamento nella baia di Angra Pequena, tramite la stipula di un contratto, firmato dal capotribù Nama Josef Frederiks II, comprendente la cessione della baia e del territorio ad essa circostante (costiero e poco adatto alla coltivazione, dunque di scarso valore per il venditore autoctono) per la profondità di 5 miglia, per un corrispettivo di 100 sterline dell'epoca e 200 fucili. Tre mesi più tardi, il 25 agosto, Lüderitz riuscì ad ampliare i propri terreni, acquistando una striscia di 140 chilometri compresa fra la baia ed il fiume Orange, pagando altre 500 sterline e 60 fucili. Il nuovo proprietario diede ai suoi nuovi possedimenti il nome di Lüderitzland.
La legittimità del trattato venne in seguito messa in dubbio, in considerazione del fatto che l'area oggetto di compravendita era molto maggiore di quanto inteso da Josef Frederiks II, la cui misurazione era stata effettuata in miglia inglesi, più piccole rispetto a quelle tedesche. Questi sospetti furono all'origine dell'iniziale diffidenza del governo imperiale tedesco nel patrocinare l'iniziativa di Lüderitz, che venne soprannominato in patria Lügenfritz ("bugiardo Fritz"). A raffreddare le simpatie governative si sommavano poi i costi di un'espansione imperiale non premeditata in un'area così lontana dalla madrepatria.
Nel 1884 un ulteriore tentativo di espansione nelle terre popolate dagli Herero, operato dal fratello di Lüderitz, Albert, non andò a buon fine. Nello stesso anno, tuttavia, il mutato clima politico e la volontà di frenare il previsto espansionismo anglo-sudafricano lungo la costa atlantica occidentale convinsero il cancelliere Otto von Bismarck a dichiarare i territori amministrati da Lüderitz aree sotto la protezione tedesca (Schutzgebiet). Il 7 agosto dello stesso anno avvenne ufficialmente la nascita dell'Africa Tedesca del Sud-Ovest, prima colonia imperiale in Africa.
Ottenuta la protezione del Reich, Lüderitz si concentrò nell'espansione dei suoi possedimenti, acquistando terreni nell'entroterra e dedicandosi alla ricerca di depositi minerali che potessero arricchirlo. Nonostante non riuscisse mai a trovarne, finendo ben presto in guai economici che lo costrinsero a vendere la sua impresa alla Società Coloniale Tedesca per 500.000 Goldmark, nel 1885, anno della cessione definitiva, i territori da lui amministrati coprivano un'area complessiva di 580 000 km², grossomodo corrispondente a quello dell'attuale Namibia.
Con i fondi ottenuti, Lüderitz finanziò una spedizione esplorativa lungo il fiume Orange, nel tentativo di trovare territori adatto a fondare nuovi insediamenti coloniali. Nel 1886 prese parte insieme a tre altri compagni al primo di questi viaggi, che ebbe però esito tragico: l'imbarcazione su cui era a bordo non fu infatti più ritrovata, e si pensa che si sia inabissata nelle acque del fiume fra il 21 ed il 24 ottobre.

### Dopo la morte

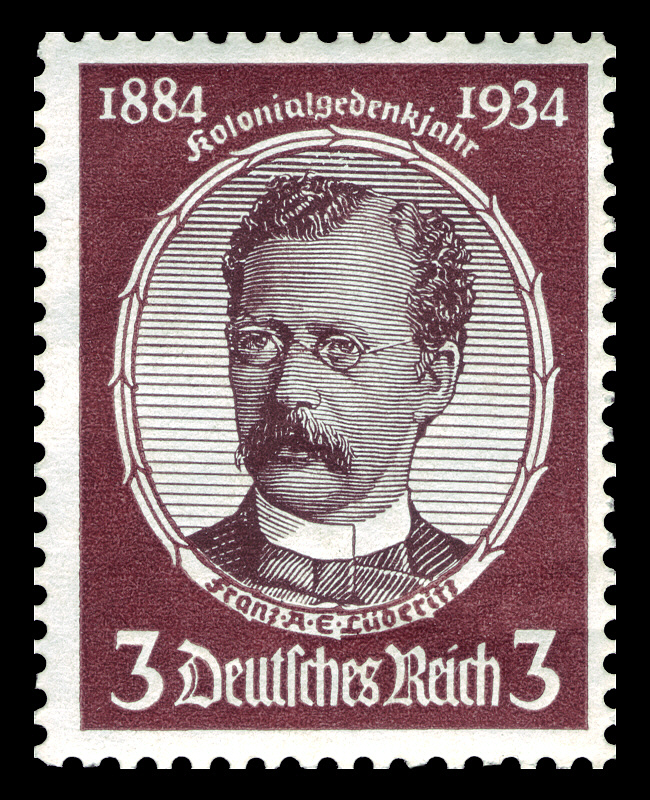
Francobollo del 1934 dedicato a Lüderitz

Dopo la sua morte la Società Coloniale Tedesca, amministratrice della colonia per conto del governo imperiale, denominò la baia di Angra Pequena Lüderitzbucht in onore del fondatore; la città di Lüderitz nell'attuale Namibia porta tuttora il suo nome. Nel 2018 la strada a lui intitolata a Berlino è stata rinominata.
A Lüderitz furono inoltre intitolati un francobollo emesso nel 1934 dalla Reichspost ed una nave ausiliaria della Kriegsmarine (la Lüderitz) nel 1939. Anche il genere vegetale Neoluederitzia, endemico della Namibia, trae il proprio nome da quello del mercante tedesco.